# Robert Mayer (Eishockeyspieler)
Robert Mayer (* 9. Oktober 1989 in Havířov, Tschechoslowakei) ist ein schweizerisch-tschechischer Eishockeytorwart, der seit der Saison 2022/23 beim Genève-Servette HC in der National League unter Vertrag steht.

## Karriere
Robert Mayer wurde in Havířov geboren, wuchs aber in Haldenstein auf. Als Kind und Jugendlicher spielte er für den EHC Chur. Im Mini-A-Alter (13 bis 14 Jahre) wurden ihm andere Spieler vorgezogen und er musste oft unterklassig spielen, so dass er sich zu einem Wechsel zum EHC Kloten entschloss. In dieser Zeit lebte er bei Verwandten seines Stiefvaters in Winterthur. Bis zum Ende der Saison 2006/07 spielte er für die U20-Junioren des EHC Kloten, zudem debütierte er während dieser Zeit für die damaligen Kloten Flyers in der Nationalliga A.

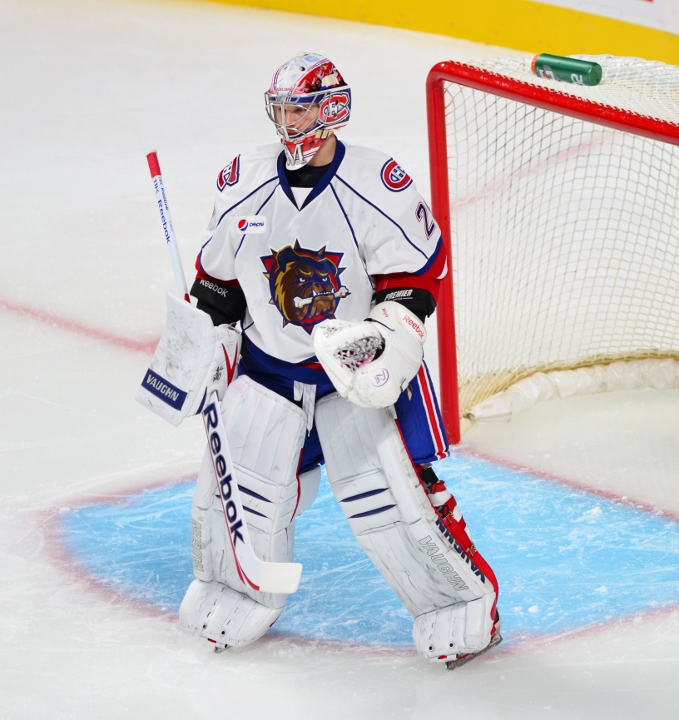
Im Einsatz für die Hamilton Bulldogs (2012)

Beim CHL Import Draft 2007 wurde Mayer von den Saint John Sea Dogs aus der Ligue de hockey junior majeur du Québec an dritter Gesamtposition ausgewählt. Daraufhin entschied er sich für einen Wechsel nach Nordamerika und absolvierte in seiner Rookiesaison 32 Spiele für die Kanadier, dabei gelangen ihm 16 Siege bei einem Gegentorschnitt von 3,77. In den Playoffs, in denen seine Mannschaft bis ins Halbfinale vordringen konnten, wurde er in zwei Spielen eingesetzt. Nach der Saison wurde Mayer, ungedraftet, ins Trainingscamp der Canadiens de Montréal eingeladen und unterzeichnete am 24. September 2008 einen dreijährigen Einstiegsvertrag mit den Canadiens.
In der folgenden Saison spielte er aber noch einmal für die Sea Dogs. Dabei gelang es ihm, seine Einsatzzeit beinahe zu verdoppeln und er absolvierte 57 Spiele. Bei 26 Siegen verbuchte er einen Gegentorschnitt von 3,21. Allerdings schied er mit den Sea Dogs in den Playoffs in vier Spielen gegen die Cape Breton Screaming Eagles aus. Daraufhin wurde er zur AHL-Saison 2009/10 in den Kader der Hamilton Bulldogs, dem Farmteam der Canadiens, berufen. Er spielte aber nur ein Spiel mit den Bulldogs, während er den Großteil der Saison bei den Cincinnati Cyclones in der ECHL verbrachte und dort zu 31 Einsätzen kam. Seinen bis dahin größten Erfolg erreichte er in den Playoffs, als er mit den Cyclones die Meisterschaft der ECHL, den Kelly Cup, gewann. Aufgrund seiner Leistungen in den Playoffs wurde er zum Kelly Cup Playoffs Most Valuable Player gewählt.
In der nächsten Saison konnte er sich im Kader der Hamilton Bulldogs etablieren und absolvierte als AHL-Rookie 21 Spiele. In der Saison 2011/12 stand er in 39 Spielen auf dem Eis und stellte mit einer Fangquote von 90,9 % eine neue persönliche Bestmarke auf. Allerdings verpassten die Bulldogs den Einzug in die Playoffs erneut. Für das Spiel gegen die Tampa Bay Lightning am 4. April 2012 wurde Mayer erstmals als Backup-Torhüter von Peter Budaj in die Aufstellung der Canadiens berufen.

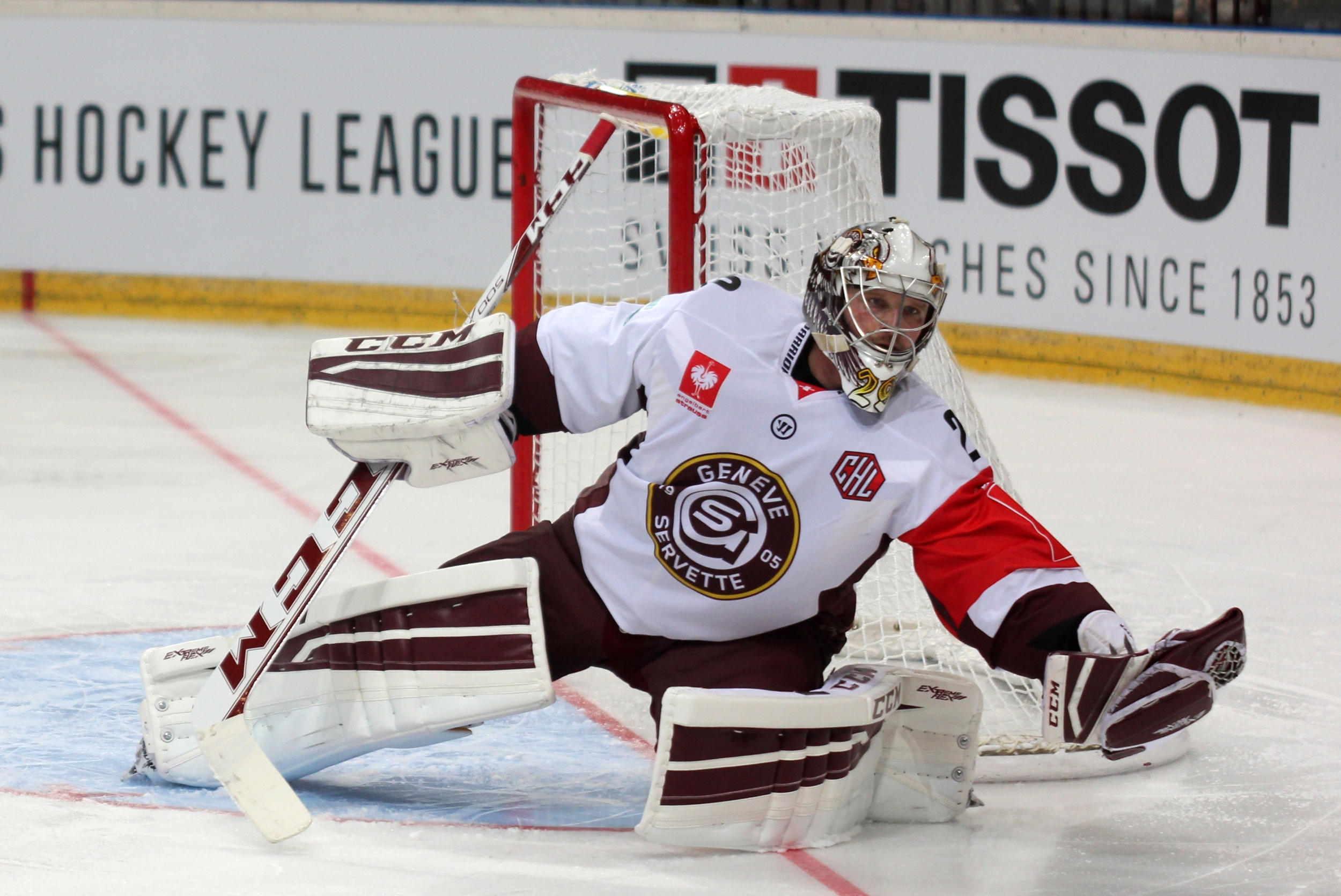
Mayer im Trikot des Genève-Servette HC, 2015

Ende Mai 2014 wurde Mayer von den Canadiens auf die Waiver-Liste gesetzt, von der ihn kein anderes Team verpflichtete. Dies erlaubte den Canadiens, seinen Vertrag aufzulösen. Anschließend wurde Mayer am 6. Juni 2014 vom Genève-Servette HC aus der Schweizer National League A für drei Jahre verpflichtet. In den folgenden sechs Jahren war er Servette überwiegend Stammtorhüter und zeigte hervorragende Leistungen, so dass er regelmäßig zur Schweizer Nationalmannschaft eingeladen wurde. Im Sommer 2018 hatte er in Kanada einen Unfall mit einem Quad, bei dem er sich sechs Rippen und zwei Rückenwirbel brach. Er fiel für zweieinhalb Monate aus und hatte daher in der Saison 2018/19 einen schweren Stand bei Trainer Chris McSorley. Während der Saison 2019/20 erhielt er ein Angebot über vier Jahre Laufzeit vom HC Davos, welches er annahm. Beim HCD verdiente er etwas 550.000 Franken pro Jahr. In den Pre-Playoffs 2021 konnte er nicht seine Leistungen abrufen und wurde teilweise als Grund für das Ausscheiden der Mannschaft angesehen. Daher und aufgrund der Verpflichtung von Gilles Senn kam er in der Saison 2021/22 nicht mehr zum Einsatz und wurde bis Januar 2021 an die SCL Tigers ausgeliehen. Im Dezember 2021 einigte Mayer sich mit dem HCD auf eine Vertragsauflösung zum Saisonende 2021/22. Kurz darauf erhielt er einen Zweijahresvertrag für 2022 bis 2024 bei Genève-Servette HC. Im Spieljahr 2022/23 war er entscheidend am Gewinn des ersten Meistertitels der Genfer beteiligt. Im Anschluss wurde er zum Torwart des Jahres der National League gewählt. Im Folgejahr gewann er mit den Genfern die Champions-Hockey-League.

### International
Auf internationaler Ebene tritt Mayer für die Schweiz an. Erstmals spielte er bei der U18-Weltmeisterschaft 2007 für die Nationalmannschaft und führte die Schweiz mit einer Fangquote von 92,41 % bis ins Viertelfinale. Die Fangquote war gleichzeitig die beste des Turniers. Bei der U20-Weltmeisterschaft 2008 stand er erneut für die Schweiz auf dem Eis, konnte aber den Abstieg der Mannschaft aus der Top-Division nicht verhindern.
Während seiner letzten Nordamerika-Saison debütierte Mayer für die Herren-Nationalmannschaft und nahm anschließend mit der Nati an der Weltmeisterschaft 2014 teil (ohne Einsatz). Sein Weltmeisterschaftsdebüt bei den Herren gab er im Rahmen der Weltmeisterschaft zwei Jahre später, als er in zwei Spielen eingesetzt wurde. Ein weiteres WM-Spiel absolvierte er bei den Welttitelkämpfen 2019. 2023 wurde Mayer kurz nach dem Gewinn des Schweizer Meistertitels nach dreijähriger Abwesenheit von der Nationalmannschaft wieder ins Aufgebot berufen.

## Erfolge und Auszeichnungen
- 2010 Kelly-Cup-Gewinn mit den Cincinnati Cyclones
- 2010 Kelly Cup Playoffs Most Valuable Player (gemeinsam mit Jeremy Smith)
- 2014 Spengler-Cup-Gewinn mit dem Genève-Servette HC
- 2023 Schweizer Meister mit dem Genève-Servette HC
- 2023 Torwart des Jahres der National League
- 2024 Champions-Hockey-League-Gewinn mit dem Genève-Servette HC

## AHL-Statistik
(Stand: Ende der Saison 2013/14)